# Œ
Œ, œは、フランス語などで使われる、OとEの合字である。

## 歴史
古典ラテン語には二重母音 oe があり、主に古代ギリシア語からの借用語に使われた。古代においても現代においてもこの二重母音は合字ではなく2文字として分けて書かれるが、中世以来これを œ という合字で表すことが行われ、現在でも使われることがある（例: 「Annuit cœptis」、スイス・フラン硬貨に刻まれた「Confœderatio Helvetica」）。

## 正書法
以下の言語で使われる。
フランス語
œu という綴りで多く現れる。œu の2字または単独で eu と同じ[œ]・[ø]を表す。
例: cœur （[kœʁ] 心）、nœud（[nø] 結び目）、œil（[œj] 目（単数形））
ギリシア語語源の語においては œ 単独で現れ、é と同様に c, g を軟音化し、[e] と発音される。
例：fœtus （[fetys] 胎児）、cœlioscope（[seljɔskɔp] 腹腔鏡）
œ でなく oe と書くと、[wa] という異なる発音になる。例: moelleux（[mwalø] 柔らかい）
英語
かつては diarrhœa（下痢）のように œ を使って書くことが行われていた。現在のイギリスでは通常 diarrhoea のように2字に分けて書かれる。アメリカ合衆国では大部分の語で diarrhea のように単なる e が書かれ、そうでないものはイギリスと同様分けて書かれる（amoeba、phoenix など）。

## 翻字
アングロサクソンルーン文字の24番目の字（ᛟ）を œ と翻字することがある。
文字名称は古英語でのこの文字の名称に従って eðel と言う。

## 発音記号
国際音声記号(IPA)では円唇前舌半広母音をあらわす。スモールキャピタルの [ɶ] は円唇前舌広母音を表す。

## コンピュータでの使用
符号化文字集合 ISO/IEC 8859-1 には œ が含まれていなかったため、oe の2字に分けて書く必要があった。
ISO/IEC 8859-15 や Windows-1252 では Œ・œ が追加されている。
通常のフランス語キーボード配列には œ のキーが存在しないが、フランス語に対応したワープロソフトの多くは単に oeuvre のように分けて入力すれば自動的に œuvre に変換してくれる。
macOS ではキーボード配列にかかわらず、オプションキーを使って Option-Q で入力することができる。
Linuxのフランス語キーボード配列では、AltGr-O で入力することができる。
スマートフォンのアルファベット入力用ソフトキーボードでは、通常 O を長押しすると出てくるメニューの中に œ があるので、フリック入力できる。

## 符号位置
| 大文字 | Unicode | JIS X 0213 | 文字参照               | 小文字 | Unicode | JIS X 0213 | 文字参照               | 備考 |
| ------ | ------- | ---------- | ---------------------- | ------ | ------- | ---------- | ---------------------- | ---- |
| Œ      | U+0152  | 1-11-11    | &OElig; &#x152; &#338; | œ      | U+0153  | 1-11-10    | &oelig; &#x153; &#339; |      |